# Исаак, Эфраим
Эфраим Исаак (род. 29 мая 1936) — ученый в области древних семитских языков и цивилизаций, африканских / эфиопских языков и религии. Директор Института семитских исследований (Принстон, Нью-Джерси) и Председатель правления эфиопского центра мира и развития.
Доктор Исаак имеет степень B. Div. (Гарвардской школы богословия, '63); степень доктора философии ближневосточных языков (Гарвардский университет, '69); D.H.L. (Honorary, John Jay/CUNY, '93); a Litt. D. (Honorary, Университета Аддис-Абебы, 2004). Он основатель и первый профессор афроамериканских исследований в Гарвардском университете. В знак признания его заслуг выпускник Гарварда, который пишет лучшие эссе в области африканских исследований, получает приз его имени.

## Ранняя жизнь
Исаак родился в Эфиопии в 1936 году. Мать — йеменка, отец — эфиопский еврей. Tочная дата рождения неизвестна. В старшей школе он выбрал 29 мая как номинальный день рождения. Получил свое начальное образование в Эфиопии.

## Карьера
Эфраим Исаак был профессором в различных университетах и опубликовал научные статьи и книги. В 1969 году он стал первым преподавательeм в Гарвардском университете в отделе африканских и афроамериканских исследований, и сыграл важную роль в ранней истории кафедры. Исаак продолжил преподавание до 1977 года, и обучил почти половину студентов, проходившей эту программу в этот период.
Д-р Исаак также читал лекции в других высших учебных заведениях:
- Принстонский Университет — ближневосточные исследования, 1983-85
- Еврейский университет (Древние семитские языки)
- Университет Пенсильвании (религия, семитские языки)
- Говардский университет (Школа Богословия)
- Лихайский университет (Религия)
- Бард-колледж (Религия, История)

Кроме упомянутых выше, его темы варьируются до библейского иврита, Еврейской литературы, истории Эфиопии, концепция и история рабства и древних африканских цивилизаций. Он был научным сотрудником Национального фонда гуманитарных наук и Института перспективных исследований и стипендиатом в Гарвардском университете, Института Дюбуа (1985-86).
У др. Исаака был продолжительный спор с Гарвардом в отношении отказа его просьбе о работе. В конце концов он проиграл дело в суде.

## Вклад в мир

### Вклад

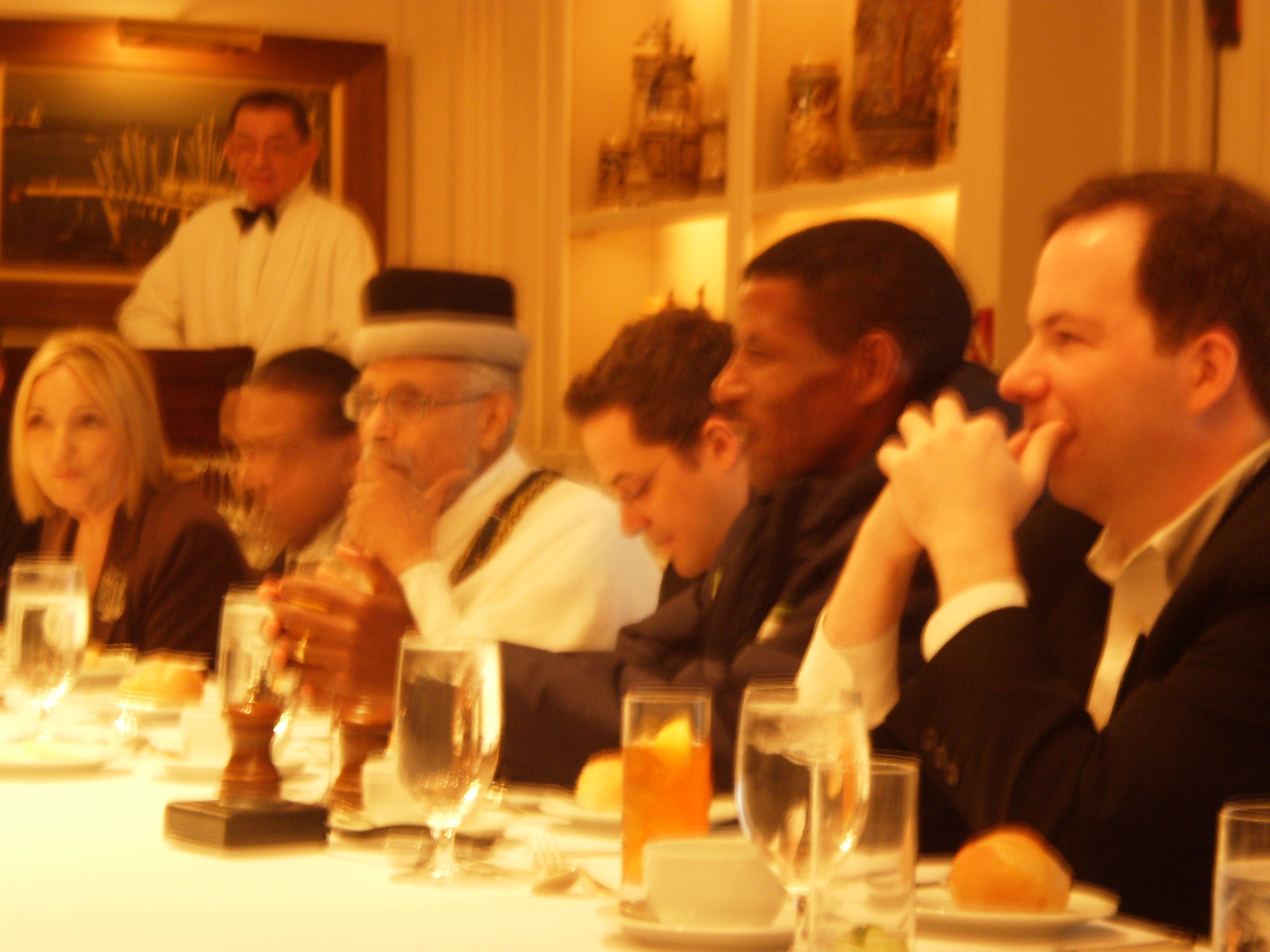
Во время встречи за завтраком (сидит в шляпе) вместе с Хайле Гебреселассие (второй справа)

Исаак внес важный вклад в области мира и примирения. Он основал ad hoc Комитет мира для мира и примирения между всеми Эфиопскими конфликтующими сторонами в критический этап в истории Эфиопии в 1989 году. Комитет — двенадцать старейшин — содействовали в проведении двусторонних переговоров между правительством и всеми конфликтующими сторонами в стране и за рубежом. Этот форум был создан для диалога по мирному урегулированию насилия и кровавых конфликтов. Комитет способствовал ускорению окончания 30-летней гражданской войны на востоке Африки  и урегулированию конфликта в июле 1991 года. В июле 1991 года Комитет также помог мобилизовать фонды для покрытия расходов Аддис-Абебской конференции по мирному и демократическому переходу, когда 30-летняя гражданская война формально завершилась. Было сформировано Временное правительство и временный совет Эфиопии, который позже стал парламентом Эфиопии. Он участвовал в конференции в качестве наблюдателя, наряду с представителями международных дипломатических, общественных и религиозных лидеров. В 1992 году он организовал, с помощью двух его коллег-старейшин, Доктора Хайле Белай Селасиа и доктора Тилахун Бейене, ночной международный телемост старейшин религиозного примирения, с участием восьми конфликтующих эфиопских епископов и нескольких религиозных лидеров, которые привели к разрешению серьезных религиозных споров и конфликтных ситуаций среди архиепископа относительно церковного управления и назначении Патриарха.
В период с 1998 по 2000 год он возглавлял Эфиопско-Эритрейскую делегацию мира в Эфиопии и Эритрее во время войны между двумя странами. В 2007 году он вел переговоры об освобождении 30 эфиопских политических лидеров и членов парламента. Впоследствии, начиная с 2007 года, Исаак, в сотрудничестве с другими организациями, также ведет переговоры об освобождении около 35,000 заключенных. В 2009 году он активно лоббировал в правительстве Эфиопии договор с главным отделением национально-освободительного фронта Огадена. Он принимал участие в освобождении двух похищенных немцев (2012) и выпуске двух шведских журналистов из тюрьмы (2013). Он продолжает активно работать в области мира, но избегает публичности.

### Деятельность
В настоящее время занимает должность председателя Международной Кафедры Африке Африканского Рога и организации развития (Аддис-Абеба, Асмэра) и бывший президент Йеменской Еврейской Федерации Америки. Он основал (1960) Комитет по Эфиопской грамотности, исполнительным директором которого был с 1967 по 1974 гг.; в конце шестидесятых комитет обучил грамоте миллионы человек. В 1959 году он организовал Учредительное собрание Эфиопских студентов ассоциации в Северной Америке (ESANA) в Чикаго, став первым президентом организации.
Числится в редакционной коллегии двух международных научных журналов: журнал Афразийские языки и Second Temple Jewish Literature. Д-р Исаак является членом Совета директоров или консультантом в нескольких межконфессиональных и межкультурных группах и организациях, на национальном и международном уровнях. К ним относятся храм понимания, Институт религии и общественной политики, центр межрелигиозного взаимопонимания Таненбаума, Princeton Fellowship in Prayer, Институт исследований еврейской общины и Оксфордский форум (Англия).
В 80-х он был активным членом ассоциации выпускников Гарвард-Рэдклифф по борьбе с Апартеидом. Он был номинирован дважды в Гарвардском вместе с пятнадцатью другими выдающимися выпускниками Гарварда. В 1993 году (Чикаго, Иллинойс) он был участником революционного документа глобальной этики наряду с Далай-ламой, покойным кардиналом Чикаго Иосифом Бернардином, и другими, как еврейский делегат в парламент мировых религий.
В 1994—2005 (Нью-Йорк, Нью-Йорк) был активным членом Национального комитета по американской внешней политике в разгар их вовлечения в мирный процесс в Северной Ирландии.
В 2004 и 2005 годах участвовал в мирных симпозиумах в Аммане, Иордания.
В 2005 (Брюссель, Бельгия) и 2006 (Севилья, Испания) он дважды находился в качестве делегата для двух основных симпозиумах миростроительства имамов и раввинов, спонсированных королями Марокко, Бельгии и Испании, и французской организацией «планета людей» (Hommes de Parole).
В июне 2006 года (Осло, Норвегия) Исаак выступил с докладом перед международным конгрессом экспертов разрешения конфликтов под эгидой Министерства иностранных дел Норвегии, а также Женевского Центра по гуманитарному диалогу.
В 2007 году (Сараево, Босния) принимал участие и внес свой вклад в симпозиум строительство мира между последователями трех Авраамических религий в Боснии и Герцеговине член мирной делегации миротворцев центра Межрелигиозного взаимопонимания Таненбаума.
В 2009 году в Израиле и Палестинской автономии был членом мирной делегации видных юристов, дипломатов, ученых и религиозных лидеров во главе с кардиналом Мак-Кариком и послом Тони Холлом.
В 2010 году (Базель, Швейцария) Исаак выступил с докладом о традиционной борьбе за мир как член мирной делегации на совещании иудеев, христиан и иранских Аятолл, спонсируемой норвежским институтом мира PRIA и католическим университетом Америки.

## Публикации
- From Abraham to Obama, A History of Jews, Africans, and Africanamericans (co-author with Harold Brackman of the Simon Wiesentahl Center), Africa World Press, 2015
- The Ethiopian Orthodox Tawahido Church. Trenton. The Red Sea Press. (2012)
- Editor (with Yosef Tobi).  Judaeo-Arabic Studies: Proceedings of the Second International Congress of Yemenite  Jewish Studies. University of Haifa & Institute of Semitic Studies. (1999)
- The History of Joseph, a Heretofore Unknown Apocryphal Work Translated from a Fourteenth Century Ethiopic (Ge’ez) Manuscript, with Introduction and Notes. Princeton Seminary Pseudepigrapha. Sheffield Academic Press. (1990)
- 1 Enoch: A New Translation and Introduction. In J. H. Charlesworth (ed.) The Old Testament Pseudoepigrapha, vol. 1, New York, Doubleday (1983), ISBN 0-385-09630-5, 5-89.
- A New-Text Critical Introduction to Mashafa Berhan. E. J. Brill (1973)
- The History of Joseph, (Princeton Seminary Pseudepigrapha, Sheffield Academic Press, 1990.)
- The Ethiopian Church. Boston. Henry Sawyer (1967, 1968)
- Co-Editor, Journal of Afroasiatic Studies (1985-)
- Over one hundred articles in academic journals on language, religion, and Ethiopian and general Semitic studies.

## В СМИ
Его работы были неоднократно представлены на первых страницах известных журналов и газет, в том числе трое в Нью-Йорк Таймс и «Вашингтон пост». Другие работы появлялись в «Бостон Глоб», в «Чикаго Трибьюн», «крисчен сайенс монитор», «Джерузалем пост», The Jewish Week (Нью-Йорк), the Baltimore Jewish Times.
Многократно появлялся на различных эфиопских радиостанциях и телевидении, газетах, многих других местных и национальных изданиях на территории Соединенных Штатов Америки и Би-би-си.

## Признание и награды
- Рыцарь Ордена Полярной звезды первой степени; вручил Король Швеции (5 декабря 2013)[16]
- Премия Мортона Дойча за разрешение конфликта (Американская психологическая ассоциация, 2013)[17]
- Почетный доктор филологических наук, Аддис-Абебский Университет, 2004
- Эфиоп «Межконфессиональный мир-дом Указ инициативе заслуги», 2004
- Премию миротворца раввин Таненбаум Центр Интер-реSociety for Ethiopians Established in Diaspora Education Award, 2002
- UN Association of Ethiopia Certificate of Appreciation, 2000
- The institution of the «Ephraim Isaac Prize for Excellence in African Studies» by the Harvard University in 1999/2000
- Honorary D. H. L., John Jay College, CUNY, 1993
- National Honor Society of Secondary Schools Award, 1992
- American Philosophical Society Fellow, 1980—1981
- National Endowment for the Humanities Fellow, 1979-80
- Education Honor Society: Harvard Graduate School of Education, 1976
- Outstanding Educators of America Award, 1972
- Emperor Haile Selassie National High School Matriculation Prize, 1954